# Saprosites falcatus
Saprosites falcatus är en skalbaggsart som beskrevs av Schmidt 1908. Saprosites falcatus ingår i släktet Saprosites och familjen Aphodiidae. Inga underarter finns listade i Catalogue of Life.